# Mantas Kuklys
Mantas Kuklys (Šiauliai, 10 giugno 1987) è un calciatore lituano, centrocampista dell'FA Šiauliai.

## Carriera

### Nazionale
Nel 2008 ha giocato una partita con la nazionale lituana Under-21. Tra il 2012 ed il 2019 ha giocato complessivamente 38 partite con la nazionale lituana.

## Palmarès

### Club

#### Competizioni nazionali
- A Lyga: 5

Žalgiris Vilnius: 2013, 2014, 2015, 2016, 2020, 2021
- Coppa di Lituania: 6

Žalgiris Vilnius: 2011-2012, 2012-2013, 2014-2015, 2015-2016, 2016, 2021, 2022
- Supercoppa di Lituania: 4

Žalgiris Vilnius: 2013, 2016, 2017, 2020